# Codex Mani de Cologne

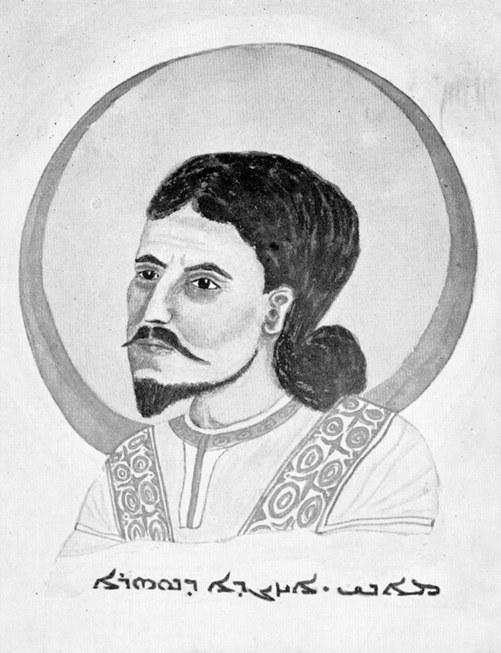
Le prophète Mani.

Le Codex Mani de Cologne (Codex Manichaicus Coloniensis) est un codex en papyrus, de la taille d'une boîte d'allumettes, daté du Ve siècle selon la paléographie, et qui aurait été trouvé en 1969 près d'Assiout (ancienne Lycopolis) en Haute-Égypte. C'est toutefois au Caire qu'il apparaît, sans que l'on puisse être assuré de sa provenance précise. Il contient un texte grec décrivant une partie de la vie et de l'enseignement du prophète Mani, le fondateur de la religion manichéenne. Cette découverte a permis d'en savoir beaucoup plus sur le fondateur de l'une des religions les plus influentes du passé.
Le codex a été acheté à des antiquaires par l’Institut für Altertumskunde de l'Université de Cologne en 1969, et deux de ses spécialistes, Albert Henrichs (de) et Ludwig Koenen, ont produit un rapport préliminaire en 1970, ainsi que la première édition de ce manuscrit ancien. Il est par conséquent connu sous le nom de « Codex Mani de Cologne », qu'ils ont publié en quatre articles dans la revue Zeitschrift für Papyrologie und Epigraphik (1975-1982). Plusieurs amendements et lectures alternatives ont été proposés au cours de la décennie suivante, et il a été constaté que certains des fragments infimes associés au codex pouvaient être intégrés avec succès dans le corps du texte. Une deuxième édition a été publiée en 1988.
Deux colloques ont été consacrés au codex, et leurs articles publiés : à Rende en Calabre (1984) et à Cosenza (1988).
Dans ce document, également appelé Vita Mani du Codex manichéen de Cologne (CMC), le texte donne des renseignements sur la forme iranienne de l'elkasaïsme au IIIe siècle.
Il porte le titre ambigu Sur l'origine de son corps et raconte l'initiation de Mani à la secte baptiste judéo-chrétienne des elkasaïtes. Les enseignements de Mani lui sont révélés par son compagnon spirituel et double céleste (Syzygos). Le texte grec porte des traces qui montrent qu'il a été traduit à partir d'un original en araméen oriental ou en vieux syriaque. Des logia de Mani lui-même sont souvent cités. Qu'il soit une compilation de textes antérieurs est suggéré par les noms – apparemment ceux des rabbins à la base de cet enseignement – qui figurent à la tête de chaque section du texte.